# Tragopa cyanea
Tragopa cyanea är en insektsart som beskrevs av Hermann Burmeister. Tragopa cyanea ingår i släktet Tragopa och familjen hornstritar. Inga underarter finns listade i Catalogue of Life.